# Далеке (гміна Длуґосьодло)
Далеке (пол. Dalekie) — село в Польщі, у гміні Длуґосьодло Вишковського повіту Мазовецького воєводства.
Населення — 307 осіб (2011).
У 1975-1998 роках село належало до Остроленцького воєводства.

## Демографія
Демографічна структура станом на 31 березня 2011 року:
|          | Загалом | Допрацездатний вік | Працездатний вік | Постпрацездатний вік |
| -------- | ------- | ------------------ | ---------------- | -------------------- |
| Чоловіки | 147     | 28                 | 103              | 16                   |
| Жінки    | 160     | 42                 | 83               | 35                   |
| Разом    | 307     | 70                 | 186              | 51                   |